# 斯蒂芬·麦格利德
斯蒂芬·麦格利德（英語：Stephen McGlede，1969年4月13日—），澳大利亚男子自行车运动员。他曾代表澳大利亚参加1988年和1992年夏季奥林匹克运动会自行车比赛，共获得一枚银牌和一枚铜牌。